# Еґуті Міса
Еґуті Міса (нар. 18 квітня 1992) — колишня японська тенісистка.
Найвищу одиночну позицію світового рейтингу — 109 місце досягла 12 вересня 2016, парну — 185 місце — 17 листопада 2014 року.
Здобула 6 одиночних та 7 парних титулів.
Завершила кар'єру 2018 року.

## WTA 125 tournament finals

### Одиночний розряд: 1 (runner–up)
| Результат | Дата     | Турнір                   | Покриття | Суперниця         | Рахунок            |
| --------- | -------- | ------------------------ | -------- | ----------------- | ------------------ |
| Поразка   | Вер 2016 | Dalian Women's Open, КНР | Тверде   | Крістіна Плішкова | 5–7, 6–4, 5–2 ret. |

### Парний розряд: 1 (runner–up)
| Результат | Дата     | Турнір                  | Покриття | Партнерка   | Суперниці                   | Рахунок          |
| --------- | -------- | ----------------------- | -------- | ----------- | --------------------------- | ---------------- |
| Поразка   | Вер 2014 | Suzhou Ladies Open, КНР | Тверде   | Ходзумі Ері | Чжань Цзіньвей Чжуан Цзяжун | 1–6, 6–3, [7–10] |

## Фінали ITF

### Одиночний розряд: 11 (6–5)
| Легенда         |
| --------------- |
| турніри $50,000 |
| турніри $25,000 |
| турніри $15,000 |
| турніри $10,000 |

| Фінали за покриттям |
| ------------------- |
| Тверде (5–3)        |
| Ґрунт (0–0)         |
| Трава (0–1)         |
| Килим (1–1)         |

| Результат | W–L | Дата     | Турнір                           | Рівень | Покриття | Суперниця           | Рахунок       |
| --------- | --- | -------- | -------------------------------- | ------ | -------- | ------------------- | ------------- |
| Перемога  | 1–0 | Кві 2011 | ITF Бангкок, Таїланд             | 10,000 | Тверде   | Лу Цзяцзін          | 6–1, 6–1      |
| Перемога  | 2–0 | Тра 2011 | ITF Каруїдзава, Японія           | 25,000 | Килим    | Фудзівара Ріка      | 6–3, 6–3      |
| Поразка   | 2–1 | Чер 2011 | ITF Токіо, Японія                | 10,000 | Тверде   | Омае Акіко          | 3–6, 4–6      |
| Поразка   | 2–2 | Вер 2011 | ITF Ното, Японія                 | 25,000 | Килим    | Тамарін Гендлер     | 6–7(4), 1–6   |
| Поразка   | 2–3 | Вер 2012 | ITF Ното, Японія                 | 25,000 | Трава    | Кадзуса Іто         | 2–6, 4–6      |
| Поразка   | 2–4 | Лют 2013 | ITF Сідней, Австралія            | 10,000 | Тверде   | Ван Яфань           | 2–6, 0–6      |
| Перемога  | 3–4 | Січ 2014 | Burnie International, Австралія  | 50,000 | Тверде   | Єлизавета Кулічкова | 4–6, 6–2, 6–3 |
| Перемога  | 4–4 | Лют 2014 | ITF Порт-Пірі, Австралія         | 15,000 | Тверде   | Хірото Кувата       | 6–1, 6–2      |
| Поразка   | 4–5 | Кві 2014 | ITF Сеул, Південна Корея         | 50,000 | Тверде   | Дой Місакі          | 1–6, 6–7(3)   |
| Перемога  | 5–5 | Жов 2015 | ITF Тувумба, Австралія           | 25,000 | Тверде   | Сусанне Селік       | 7–6(6), 7–5   |
| Перемога  | 6–5 | Лис 2015 | Bendigo International, Австралія | 50,000 | Тверде   | Кувата Хірото       | 7–6(5), 6–3   |

### Парний розряд: 11 (7–4)
| Легенда            |
| ------------------ |
| $50/60,000 турніри |
| турніри $25,000    |
| турніри $15,000    |
| турніри $10,000    |

| Фінали за покриттям |
| ------------------- |
| Тверде (6–1)        |
| Ґрунт (1–2)         |
| Трава (0–1)         |
| Килим (0–0)         |

| Результат | W–L | Дата     | Турнір                            | Рівень | Покриття | Партнерка    | Суперниці                        | Рахунок               |
| --------- | --- | -------- | --------------------------------- | ------ | -------- | ------------ | -------------------------------- | --------------------- |
| Поразка   | 0–1 | Чер 2011 | ITF Паттая, Таїланд               | 10,000 | Тверде   | Омае Акіко   | Лян Чень Чжао Їцзін              | 3–6, 4–6              |
| Поразка   | 0–2 | Тра 2012 | Fukuoka International, Японія     | 50,000 | Трава    | Омае Акіко   | Монік Адамчак Стефані Бенгсон    | 4–6, 4–6              |
| Перемога  | 1–2 | Лют 2013 | ITF Сідней, Австралія             | 10,000 | Тверде   | Танака Марі  | Тамара Чурович Ван Яфань         | 4–6, 7–5, [10–8]      |
| Поразка   | 1–3 | Лип 2013 | ITF Ватерлоо, Канада              | 50,000 | Ґрунт    | Ходзумі Ері  | Габріела Дабровскі Шерон Фічмен  | 6–7(6), 3–6           |
| Перемога  | 2–3 | Гру 2013 | ITF Гонконг                       | 25,000 | Тверде   | Ходзумі Ері  | Заріна Діяс Чжан Лін             | 6–4, 6–2              |
| Перемога  | 3–3 | Лют 2014 | ITF Salisbury, Австралія          | 15,000 | Тверде   | Мікі Міямура | Чан Су Джон Lee So-ra            | 6–2, 6–2              |
| Перемога  | 4–3 | Жов 2015 | ITF Тувумба, Австралія            | 25,000 | Тверде   | Ходзумі Ері  | Вероніка Корнінґ Джессіка Вакнік | 4–6, 7–5, [10–5]      |
| Перемога  | 5–3 | Лис 2015 | Canberra International, Австралія | 50,000 | Тверде   | Ходзумі Ері  | Лорен Ембрі Ейжа Мугаммад        | 7–6(13), 1–6, [14–12] |
| Поразка   | 5–4 | Лип 2017 | Reinert Open, Німеччина           | 60,000 | Ґрунт    | Омае Акіко   | Катаріна Герлах Юлія Вахачик     | 6–4, 1–6, [7–10]      |
| Перемога  | 6–4 | Лис 2017 | ITF Вінарос, Іспанія              | 15,000 | Ґрунт    | Омае Акіко   | Снехадеві Редді Шарлотте Ремер   | 6–2, 6–2              |
| Перемога  | 7–4 | Лют 2018 | ITF Кофу, Японія                  | 25,000 | Тверде   | Дой Місакі   | Мегумі Нісімото Котомі Такахата  | 6–3, 6–7(2), [10–8]   |